# 碱厂满族乡
碱厂满族乡是中华人民共和国辽宁省葫芦岛市兴城市下辖的一个民族乡。

## 行政区划
碱厂满族乡下辖以下村级行政区划单位：
碱厂村、四间村、杨树村、长岭村、朱家村、蒋家村和白庙子村。